# 小林貴虎
小林 貴虎（こばやし たかとら、1974年1月4日 - ）は、日本の政治家。前三重県議会議員。元三重県津市議会議員（2期）。 自由民主党三重県連副幹事長。旧統一教会の関連団体である天宙平和連合（UPF）元職員。

## 来歴
三重県津市出身。三重大学教育学部附属小学校、三重大学教育学部附属中学校の後に、三重県立津高等学校を1992年に卒業。帝京科学大学情報科学科に進学し、インディアナ大学-パデュー大学インディアナポリス校に修士課程1年半在籍。
2011年の津市議会補欠選挙に立候補し、当選。2016年5月14日、日本会議三重・津支部の初総会において支部長に就任。続いて、2019年の三重県議会に津市選挙区から立候補し、13438票で5位で当選した。2023年の統一地方選で、津市選挙区から立候補し、5247票で最下位で落選。

## 人物

### 家族
父親は津市議会議員を務めていたが、その後に出馬した津市長選や三重県議選に敗れ引退した。モルドバ共和国出身の妻と、2人の娘と1人の息子がいる。信仰対象は浄土宗としている。

### 旧統一教会との関係
- 2010年9月30日、東京都内で旧統一教会（現「世界平和統一家庭連合」）の関連団体である天宙平和連合 日本支部（UPFジャパン）が開催した「隔月セミナーシリーズ第39回平和大使会議」において、メインスピーチの後、三重県多文化共生ボランティアグループ代表として活動報告を行った[2][12]。この会議で小林貴虎と同じく活動報告を行った小林宗一郎は、統一教会系のボランティアグループ『草の根ムーブメント』の代表者である[13][14]。
- 2011年5月14日、UPFジャパンは公式サイトにおいて、小林貴虎がUPFジャパンで5年間の活動実績があることを公表した[5][3]。
- 2022年8月23日、立憲民主党が開いた2世信者からのヒアリングにおいて、元2世信者の小川さゆりから「三重県議会議員をしている小林貴虎さんという方が、統一教会の教会員でして、そこでよく挨拶をしたりとか、礼拝に参加しているのを見ていました」「母親が貴虎さんの選挙カーに乗ってウグイス嬢をしていた」という証言がされた[15][5][16]。
- 2022年10月12日、週刊文春は小林が旧統一教会の創始者である文鮮明の葬儀の実行委員に名を連ねていたと報じた[15][17]。本人は実行委員だったことを否定した[18][17]。
- 2022年10月13日、小林貴虎の父親は『FLASH』の取材に対し「息子が大学時代、米国・インディアナポリスに留学した時、統一教会に頼まれて学生をやりながら通訳をしたようだ。米国の統一教会は日本のとは違うし、息子も信者ではない」と述べた[9]。
- 2022年10月、報道陣からの取材に、「日本で通訳の仕事を何度か請け負い、報酬を受けたことはある。渡米中に通訳をしたことがあったので日本でも任された」と「天宙平和連合」（UPF）で働いていたことを認めた[17]。また、津市議選に立候補した際に「何度か投票依頼とお礼で教会に行ったことがある」と述べた[17][19]。
- 日韓トンネルを巡っては、津市議になる1年前の時点で、自身のブログで、「いっそのこと北九州地方に行政機関を持って行って、韓国も南の方に首都を遷都したら面白いんじゃないか？相互にトンネルでも掘ってリニアでも走らせれば東京・大阪間が新幹線より数十分短くなるだけの利得よりもっと大きな成果が期待できるだろう。」と記していた[20]。

### 女性スペースを守る会との関係
2021年に設立された女性スペースを守る会の賛同人に名を連ねた。2021年11月、女性スペースを守る会が4団体合同の共同記者会見を開いた際、旧統一教会系メディアのライター・日野智貴も他団体の代表として登壇し、共同声明を発した。小林は「やや日刊カルト新聞」の取材に対して「（女性スペースを守る会に）どういう人が関わっているのか知りません。日野さんという方についても存じ上げません」と回答した。

## 不祥事

### 外国人に対する差別発言
2019年8月15日、Twitterにおいて、「チョッパリ！ ヘイトニダーーーー」という書き込みを行った。「ニダ（니다）」は日本語の「です」「ます」に相当する語として朝鮮語の語尾に使われるが、日本国内のSNSでは朝鮮人をからかう目的で使われるケースも多い。この投稿に対し、三重県議会の正副議長は「差別は決して許されるものではない」との声明を発表し、小林貴虎は「軽率だった」と認めて投稿を削除した。

### 同性カップルの個人情報をブログに無断掲載
自身宛に公開質問状を送付した同性カップルの個人情報をブログに掲載し、批判された。
経緯：2021年3月6日、Twitterに「地方のパートナーシップ制度は国を追い込むための戦略　こう言う一部の人の政治的思惑のために当事者は利用されているんじゃ無いだろうか」と投稿、翌7日には「私はなぜ婚姻と同等の『制度』を求めるのかわからない。愛がどうのこうのって話なら、お互いが愛し合っていればそれで良いのではないか？相互に財産や死後のことの約束を交わしたのなら公正証書を巻けばいい。婚姻と同等の権利をよこせと言うことなら、同等の責任を果たさねばその資格はないでしょう」と投稿した。15日、この投稿について同性カップルが小林に公開質問状を送った。
3月30日、公開質問状を送ってきた同性カップルの氏名と住所が分かる画像を、無断でブログに公開した。同性カップルは、翌日小林と面会し、謝罪と住所の削除を求めた。小林は削除を求めるなら質問状を取り消すべきだと主張。二人はSNSで質問状を取り下げを表明したが、小林は直接の連絡がないことを理由にブログの画像を削除しないとした。また、無断で二人との面会のやりとりをブログに掲載した。報道を受けて、4月5日に小林は画像を削除した。三重県議会は同年3月、都道府県レベルでは初となる性的指向や性自認を第三者に暴露するアウティングとカミングアウトの強制を禁止する条例を全会一致で可決したばかりだった。

### 「国葬反対のSNS発信の8割が隣の大陸からだった」投稿
自身のツイッターに「（安倍元首相の）国葬反対のSNS発信の8割が隣の大陸からだった」などと高市早苗大臣が発言したとする投稿を行い、物議を醸した。
経緯：2022年10月2日、「国葬反対のSNS発信の8割が隣の大陸からだったという分析が出ているという。以前三重県での政治大学院でも講演頂いた事のある現職からの情報」とツイート。小林は県議会の他会派から「悪質なデマ」と批判され、根拠を明らかにするよう求められると、同月4日、「高市早苗先生から政府の調査結果としてお伝えいただいた」とツイート、さらに報道陣の取材に応じ、2日に名古屋市内で日本会議の総会（日本会議東海地方議員連盟設立総会）の中で、高市早苗・経済安全保障担当相が安全保障問題について講演した内容を基にツイートしたと語った。しかし高市は自身がそのような発言をしたかについては明言することなく、毎日新聞の取材にメールで「日本には、情報操作（偽情報）に対応する法律が無いので、政府は調査することができません。政府が出来るのは、海外の情報機関や企業による調査結果の収集くらいです」とのみ回答した。さらに同日夜には「腕の耐え難い痛みでMRI検査を受けている間に、不正確な情報が。」とツイートした。
同月5日、小林は自身が委員長を務める三重県議会の戦略企画雇用経済常任委員会において、この高市発言問題について委員長としての資質に関わることとして説明を求める委員に対し、高市発言問題は議事とは関係なく不規則発言とみなして議事妨害するのであれば退席してもらうと主張し、激しい口論となり議事は中断された。結局、小林が委員長を辞任し、辞任理由については議事を進行できなかったためと説明したが、当日に高市発言問題について説明することはなかった。さらに、自身のツイッターアカウントを非公開にした。
翌6日、小林は記者会見に応じた。会見当初、小林は発言を訂正するもので撤回や削除ではないとしていたが、記者陣からの何を誤ってどう訂正するのかという質問に答えることが出来ず、結局、自民党三重県連の津田幹事長から小声での囁きかけるようなアドバイスを聞いて、全て撤回するとの主張に変更した。小林の説明は、他の出席者やそのメモを見て自身の間違いに気づいたとするものであったが、何をどう誤り、高市の発言内容はどのようなものであったかの説明は一切なく、一部の記者からは、他の出席者から高市が同様な発言をしていたと聞いた、小林は熱心に講演を聞きメモを取っていたとの話を聞いた（だから、小林の間違いだとは信じられない）との発言もあったが、小林の回答は、非公開の会合であったから内容について話せない、他人の名を言うことになることには答えられないとの説明に終始した。翌日、高市は、報道陣との記者会見で、「そういった報道に全面否定をすると、選挙を控えた自民党の議員に傷がつくこともあるかと思い、発言を控えてきた」としながらも「発言はなかった」「そもそも大陸という言葉を私、使いません」と否定した。ただし『AERA dot.』によると、高市から「個人の立場として話す」と前置きがあった上で、「国葬反対のSNS発信の8割が隣の大陸の人かなと思っている」という旨の発言があったとされる。
この件を受けて、自民党三重県支部連合会は、2023年春予定の県議選（統一地方選挙）において小林を公認・推薦申請しないことを決めた。理由を「今回のSNSの対応について、党内外、県内外に非常な衝撃を与えた」こととしている。